# Ulianópolis
Ulianópolis é um município brasileiro do estado do Pará, pertencente à mesorregião do Sudeste Paraense e microrregião de Paragominas. Localiza-se no norte brasileiro, a uma latitude 06º06'06" sul e longitude 49º35'53" oeste, na região do Rio Capim, as margens da Rodovia BR-010, que liga Belém a Brasília.

## História
O processo de colonização da área do município de Ulianópolis iniciou-se no ano de 1958, quando os pioneiros montaram seu acampamento sob um pé de Cumarú, próximo a um riacho, que na época pensavam ser o Rio Gurupí (rio que estabelece a divisa entre o Estado do Pará e Maranhão), mais tarde descobriu-se que aquele pequeno curso d'água era apenas um afluente do Gurupí, a partir de então o pequeno riacho recebeu o nome de rio Gurupizinho. Entre os responsáveis pelo acampamento estava o herói da Bélem-Brasília, o Engenheiro Bernardo Sayão.
O município leva o nome de uma das famílias que vieram para a Amazônia atraídas pelos grandes projetos implantados na década de 1960, que facilitava a aquisição de terras na região. Famílias como a dos Uliana que ocuparam a área onde, hoje, está localizado o município de Ulianópolis e que no passado era chamada de Gurupizinho dos Capixabas.
As obras de abertura da rodovia Belém-Brasília trouxeram migrantes de várias partes do País, principalmente, do Espírito Santo e Maranhão. Aos poucos, a região foi ocupada por causa da exploração da madeira, na década de 1980. Nesse período, a atividade madeireira era tão forte que 20 serrarias foram instaladas na região. O crescimento já era um fato. Foi então que, em 1988, começou um movimento de emancipação e, quatro anos depois, Ulianópolis tornou-se independente de Paragominas.

### Formação administrativa
Elevada a categoria de município com a denominação de Ulianópolis, pela lei estadual nº 5.697, de 13 de dezembro de 1991, desmembrado do município de Paragominas. Sede no antigo distrito de Ulianópolis. Constituído distrito sede, instalado no dia 1 de janeiro de 1993.

## Economia
A base econômica de Ulianópolis deu-se inicialmente pelo extrativismo vegetal, que foi substituído pela agropecuária. O rebanho bovino do município já chegou a contabilizar mais de 100 mil cabeças de gado, com o aproveitamento para o abate, produção de leite e derivados. Na agricultura destacam-se as plantações de milho, arroz, soja, pimenta-do-reino e cana-de-açúcar; a cidade é a única produtora estadual de açúcar e biocombustível. Há também algumas firmas terceirizadas da Suzano Papel e Celulose S/A, como a Enflora e Enflors, atuando no reflorestamento para a extração vegetal.
A agricultura familiar é bastante expressiva no município, a produção de mel através de técnicas de apicultura está sendo difundida nas colônias e assentamentos. A indústria tem expressividade no município, destacando-se a produção de açúcar e biocombustível na empresa Pagrisa além de algumas serrarias como SOMA, Jovel, a fábrica de Compensados SOPLAC/Uliana. JK Estofados e outras.

## Cultura
Por ter uma formação em grande parte por imigrantes, Ulianópolis possui poucas manifestações culturais próprias, as mais expressiva são:
Festa do Sagrado Coração de Jesus, que acontece anualmente em junho, com aproximadamente dez dias de festividade, com rezas, missas, novenas e arraial;
O Agrofest Milho, é considerada desde 2013 a maior feira aberta ao público do estado do Pará. Sendo realizado desde o ano de 2001, com aproximadamente sete dias de duração (não tem data fixa para sua realização, podendo ser comemorado entre o período de junho ou julho);
O Aniversário da Cidade é outro evento de grande movimentação de pessoas, além dos moradores, pessoas de cidades vizinhas participam da comemoração, que geralmente ocorre no período de três a quatro dias corridos;
Outro evento que tornou-se popular, é a realização do Desfile Escolar no mês de setembro, onde as escolas expõem suas principais temáticas trabalhadas anualmente, neste evento os pais prestigiam seus filhos e filhas desfilando e apresentando os trabalhos das escolas, assistem também a apresentação das bandas fanfarras que tocam no decorrer do evento.
Símbolos
Bandeira do município de de Ulianópolis criada por Walker da Paz Ramos
Brasão de Armas criado por Jeane de Carvalho Ramos. atualmente funcionaria publica da cidade de Ulianópolis.

## Geografia
Localizado a uma latitude 03º44'31" sul e longitude 47º29'41" oeste, estando a uma altitude de 130 metros acima do nível do mar. O município possui uma população estimada de 53 881 mil habitantes, distribuídos em 5 088,468 km² de extensão territorial.

### Clima
Ulianópolis possui um clima Tropical úmido de monção, tipo Am (Classificação de Kõppen), temperatura média anual oscilando entre 26° a 27 °C - Máxima de 33 °C, e mínima de 22° a 23 °C. Sendo que seu período chuvoso vai desde o mês de novembro até abril (100 a 125 dias de chuva), com índice pluviométrico variando de 2.250 a 2.500mm.

### População
No início do ano de 2010, constava no site do IBGE  36.020 (trinta e seis mil e vinte) habitantes. Mas, o IBGE atualizado fornece o dado de que o município têm uma população de aproximadamente 43.341 (Quarenta e três mil, trezentos e quarenta e cinco) habitantes. Para 2013 estima-se que a população tenha um crescimento populacional para 49.972.